# Гарсия Гомес, Франсиско
Франциско Гарсия Гомес (исп. Francisco García Gómez; 14 февраля 1938, Овьедо, Овьедо — 21 августа 2024, Валенсия), более известный как Пакито — испанский футболист, тренер, чемпион Европы 1964 года.

## Спортивная карьера
Родился в Овьедо в семье футболиста. Карьеру начал в местном «Реале», однако первые годы на взрослом уровне провёл в арендах. В 1962 году Пакито не только дебютировал в составе сборной, но и стал футболистом «Валенсии», за которую проведет девять сезонов. В первом же сезоне помог новой команде завоевать Кубок ярмарок 1962/63. Участник победного для Испании Евро-64. Автор победного гола в финале Кубка Генералиссимуса 1967 против «Атлетика». Чемпион Испании 1971 года.
После завершения карьеры стал тренером, но серьёзных успехов не добился. Входил в тренерский штаб Мануэля Пеллегрини в «Вильярреале» — в этой должности он помог клубу выйти в Примеру, а впоследствии дойти до полуфинала Кубка УЕФА 2003/04, где «подводники» уступили будущему победителю турнира — «Валенсии».
Умер 21 августа 2024 года в Валенсии в возрасте 86 лет.

## Достижения
«Валенсия»
- Чемпион Испании: 1970/71
- Обладатель Кубка Испании: 1966/67
- Обладатель Кубка ярмарок: 1962/63

Итого: 3 трофея
Сборная Испании
- Чемпион Европы: 1964